# Mexické drama

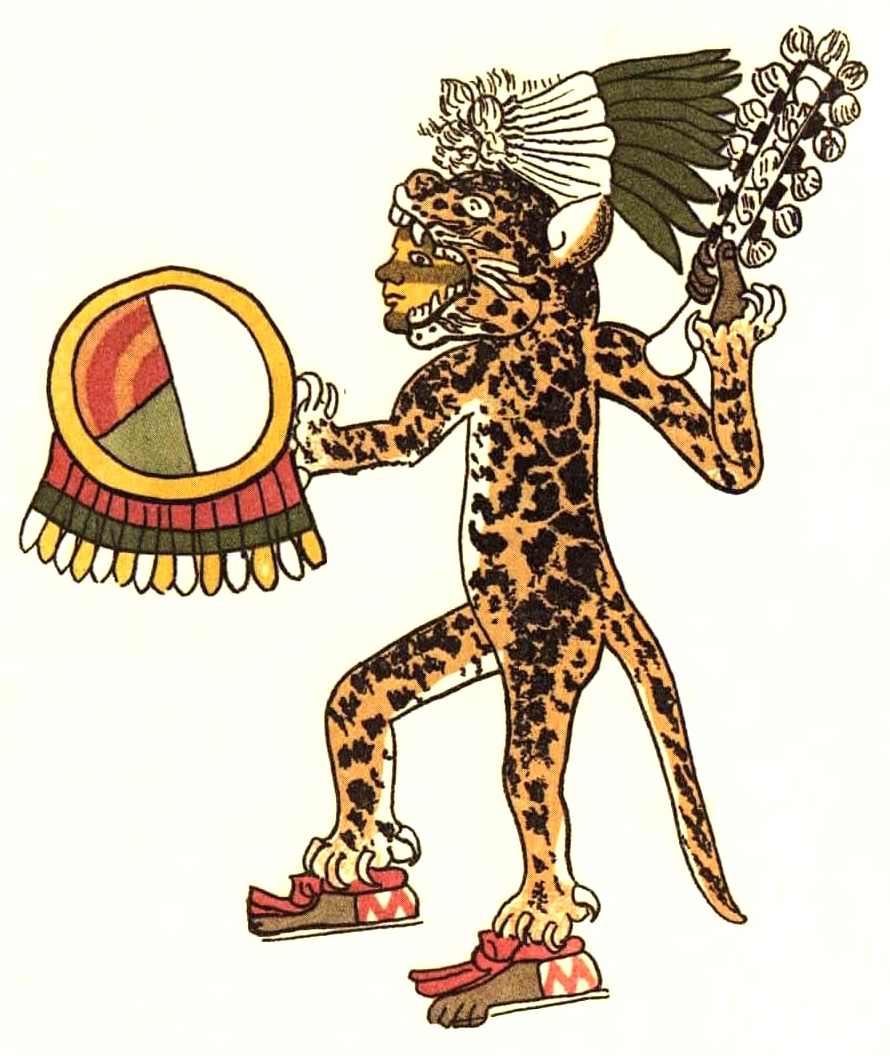
Aztécký jaguáří bojovník

Mexické drama je název českého vydání dobrodružného historického románu pro mládež Zkáza jaguářích bojovníků (1968, Untergang der Jaguarkrieger), který napsal německý (NDR) spisovatel Willi Meinck. Román se odehrává v době, kdy si španělský generál Hernán Cortés se svými žoldnéři podmanil říši Aztéků.

## Obsah románu
Hlavními hrdiny knihy je aztécká dívka Černá orchidea, její druh Opeřený jelen a veliký zvěd Obsidiánový had. Děj románu začíná roku 1519, kdy u mexického pobřeží přistál se svými žoldnéři Hernán Cortés, považovaný Aztéky za bílého boha Quetzalkoatla, jehož návrat předpovídaly četná proroctví, a končí roku 1521 dobytím Tenochtitlánu. Dobývání Aztécké říše je v románu líčeno z pohledu Aztéků včetně vzájemných rozporů různých indiánských kmenů, které mimo jiné přispěly také k pádu říše.
Na pozadí těchto historických událostí autor popisuje smyšlené dramatické osobní osudy svých hrdinů a podrobně seznamuje čtenáře s prostředím, ve kterém se román odehrává, s konkrétními historickými osobnostmi (například s aztéckým císařem Montenzumou II.) i s dobovými reáliemi. Opeřený jelen se stane štítonošem Jaguářího spáru, náčelníka speciálního vojenského (rytířského) řádu Jaguárů, který je zasvěcen bohu noci, měsíce, zla a ničení Tezcatlipocovi a který společně s řádem Orlů tvoří jádro aztécké armády. Stane se svědkem marného boje Aztéků, vedených po Montezumově smrti císařem Quatemozinen se Španěly a zničení obou řádů při dobytí Tenochtitlánu.
Samotný Opeřený jelen je zraněn a prodán do otroctví, ale podaří se mu uprchnout. Díky Obsidiánovému hadovi, vyzvědači z Tlaxcaly, jejíž muži bojovali na straně Cortéze, se znovu sejde s dívkou Černou orchideou, kterou miluje. Obsidiánový had ji zachránil se spárů Španělů a sám byl později Španěly pověšen, když se snažil domluvit spojenectví části tlaxcalské armády s Aztéky. Opeřený jelen se společně s Černou orchideou vydávají do hor, kde hodlají v klidu společně žít.

## Česká vydání
- Mexické drama, Albatros, Praha 1975, přeložila Julie Heřmanová.